# Katrin Fridriks
 (novembre 2024).
Si vous disposez d'ouvrages ou d'articles de référence ou si vous connaissez des sites web de qualité traitant du thème abordé ici, merci de compléter l'article en donnant les références utiles à sa vérifiabilité et en les liant à la section « Notes et références ».
 (novembre 2024).
Katrin Fridriks, née en 1974 à Reykjavik (Islande), est une artiste peintre.

## Présentation
Katrin Fridriks explore les interactions entre l'Homme et la nature ainsi que les thèmes de la vitesse, de la gravité et de la croissance. Certaines de ses interventions les plus monumentales s‘apparentent au Land art et elle qualifie certaines de ses créations picturales de « Paintscapes », des « paysages de peinture ».

## Commandes et expositions

### Commandes
- CAB apart - commande spéciale - installation Glass in light box - Luxembourg
- Royal Gene&Ethics black edition, sérigraphie - Lazarides edition - Londres
- Icelandic Art Center pour l'installation Perception of the Stendhal Syndrome - Venise
- MTV Re:Define project - Goss Michael Foundation au Dallas Contemporary - Dallas
- Soho House, collection permanente - Londres
- Pictures On Walls : sérigraphie Golden awareness – Londres
- Pierre Bergé enchères « Empreintes urbaines » Palais d’Iéna – Paris
- Ralph Lauren, Art Stars, Charity Teenage Cancer Trust, Phillips de Pury – Londres
- International Campaign Award Land Rover 60 yrs – Defender SVX 1/25 edition.
- Made up war series – Reykjavik.
- Biennale de Liverpool : Made up risk boxes soutenu par le Conseil Économique d'Islande[1].
- Center of Icelandic Art – Liverpool.
- Ministère de la Culture, de l'Éducation et de la Recherche : catalogue Face – Luxembourg
- Ministère français de la Santé, de la Jeunesse et des Sports, Stade Nautique de Nîmes, fresque Red Sea, 80 m²
- Bacardi Martini : Special metal box Bénédictine

### Expositions
- 2007
  - Exposition personnelle Mangeurs d'étoiles Palais Bénédictine – Fécamp
  - Ice07 Cultural & Art Festival – Liverpool
  - Sequences Art Festival – Reykjavik

- 2008
  - Center of Icelandic Art, SIM Barbie-Q – Reykjavik
  - Biennale de Liverpool – Novas Contemporary Urban Centre - Nice08 – Liverpool
  - Vigdis Finnbogadottir Foundation – Reykjavik

- 2009
  - « Tag », Grand Palais – Paris
  - CAL Salon 2009 – Luxembourg
  - Artcurial / Forum Mondial Action Humanitaire Street Art, Palais de Tokyo – Paris

- 2010
  - Circle Culture gallery No such thing as good painting about nothing – Berlin
  - Inauguration du nouveau Centre d'Art Contemporain – Épinal
  - Volta 6– Art Basel, Circle Culture gallery – Basel
  - Moniker Art Fair Project Space Circle Culture gallery – Londres[2]
  - Exposition personnelle, Galerie Le Feuvre - Crayons, Paris
  - Contemporary Art Zone Lineart, galerie Pascal Janssens – The Border - Gand
  - Ralph Lauren, Phillips de Pury, projet Art Stars - Londres

- 2011
  - Soho House « Urban Artist » Circle Culture gallery - Berlin
  - Exposition personnelle « Leak of Information » Circle Culture gallery - Berlin
  - Exposition personnelle « Mothernature » Pascal Janssens gallery  - Gand
  - Forum Grimaldi « 40 ans du pressionnisme » Collection ADGallizia - Monaco
  - LeBasse projects « The Future is not what it used to be » - Los Angeles
  - The Border Contemporary art zone Lineart, solo show, Pascal Janssens gallery - Gand

- 2012
  - Design Days Dubaï, Stilwerk design gallery - Dubaï
  - Escape the golden cage - Vienne
  - Space//Form par Sven Davis - Portland
  - Circle Culture gallery, The Burlington social club Royal Academy - Londres

- 2013
  - Brafa, Helene Bailly gallery - Paris
  - Art India, Ltd gallery - New Delhi
  - Art13, Circle Culture gallery - Londres
  - Art Paris, Helene Bailly gallery - Paris
  - Brutal, Lazarides gallery - Londres
  - Potse68, Circle Culture gallery - Berlin

- 2014
  - Art14, duo show Circle Culture gallery - Londres
  - Exposition personnelle Flying Awareness Lazarides gallery - Londres
  - Exposition personnelle Stendhal Syndrome Circle Culture gallery - Berlin

- 2015
  - Exposition personnelle New Wave Circle Culture gallery - Hambourg
  - Art International, Circle Culture gallery - Istanbul
  - Global Art Affairs Foundation & European Cultural Center - Personal Structures – Crossing Borders - Palazzo Bembo - Venise
  - Reykjavík Art Museum - Just Painted II Kjarvalsstaðir - Reykjavik
  - ART15, Circle Culture gallery – Londres

- 2016
  - Still Here, A Decade of Lazarides gallery - Londres
  - Exposition personnelle Macrocosm Lazarides gallery - Londres
  - ART16 Circle Culture gallery - Londres
  - Abstract Master exposition collective, Helene Bailly gallery - Paris
  - Contemporary Istanbul Lazarides gallery, Instanbul
  - Little Sun - Solar Panel Collection, Solar Kids School Program Rwanda/Exposition et enchère caritative – Berlin